# Горњи Ставрос
Горњи Ставрос (грч. Άνω Σταυρός, Ано Ставрос) је село и заједница у општини Бешичко Језеро, округу Солун, у периферији Средишња Македонија, у Грчкој. Село се налази навише од Ставроса.

## Демографија
Према подацима са пописа из 2021. у насељу је живело 768 становника док је 2011. било 796 становника.
| 2011. | 2021. |
| ----- | ----- |
| 796   | 768   |